# Мокроус, Фёдор Яковлевич
Фёдор Яковлевич Мокроус (7 июня 1915, д. Дешовки, Дешовская волость, Козельский уезд, Калужская губерния, Российская империя — 9 августа 1993, Запорожье, Запорожская область, Украина) — советский государственный и партийный деятель. Председатель Запорожского облисполкома (1957—1963, 1964—1969).

## Биография
Член ВКП(б) с 1939 года. В 1938 году окончил Запорожский авиационный техникум, в 1952 году — Высшую партийную школу при ЦК КП(б) Украины.
- 1932—1934 гг. — начальник специального отдела завода «Победа Октября» (Новороссийск Северо-Кавказского края),
- 1938—1941 гг. — помощник моториста, мастер цеха, секретарь комитета КП(б) Украины цеха завода № 29 (Запорожье),
- 1941—1943 гг. — секретарь комитета ВКП(б) цеха завода № 29 (Омск),
- 1943 г. — секретарь Молотовского районного комитета ВКП(б) по кадрам (Омск),
- 1943—1944 гг. — заведующий сектором промышленных кадров Запорожского областного комитета КП(б) Украины,
- 1944—1945 гг. — заместитель заведующего организационно-инструкторским отделом Запорожского областного комитета КП(б) Украины,
- 1945—1948 гг. — заведующий организационно-инструкторским отделом Запорожского областного комитета КП(б) Украины,
- 1948—1949 гг. — заведующий отделом партийных, профсоюзных и комсомольских органов Запорожского областного комитета КП(б),
- 1952—1957 гг. — второй секретарь Запорожского областного комитета КП(б) — КП Украины,
- 1957—1963 гг. — председатель исполнительного комитета Запорожского областного Совета
- 1963—1964 гг. — первый секретарь Запорожского сельского областного комитета КП Украины,
- 1964—1969 гг. — председатель исполнительного комитета Запорожского областного Совета.

## Награды
Награждён орденами Ленина, Трудового Красного Знамени, «Знак Почёта».

## Источник
- Мокроус Фёдор Яковлевич // Справочник по истории Коммунистической партии и Советского Союза 1898—1991